# Conca Freundlich-Sharonov
Freundlich-Sharonov és una conca d'impacte Prenectarià situada en la cara oculta de la Lluna. El seu nom fa referència a dos cràters més recents, Freundlich en el marge nord-oest i Sharonov cap al marge del sud-oest. Es troba a l'est de la conca de la Mare Moscoviense i al nord-oest de la conca del cràter Korolev.
Aquest element no és molt visible en les fotografies lunars, per la qual cosa es va caracteritzar a partir de l'anàlisi detallada de fotografies de la Lunar Orbiter. Al centre conté un petit mare, el Lacus Luxuriae, just al sud del del cràter allargat Buys-Ballot.
També al centre apareix una concentració de massa (mascon), amb un valor alt del camp gravitatori local. Aquest mascon va ser el primer identificat pels dispositius Doppler de la nau espacial Lunar Prospector.
Altres cràters dins de la conca són Anderson, Virtanen, Zernike, Dante, i el més petit Šafařík. Morse i Spencer Jones estan en els seus marges.

## Imatges

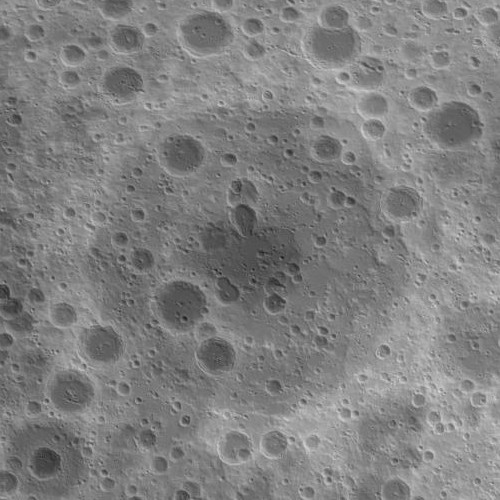
Mapa Topogràfic
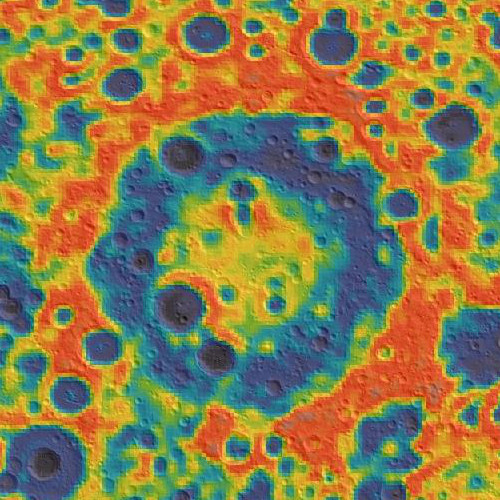
Mapa de gravetat basat en GRAIL
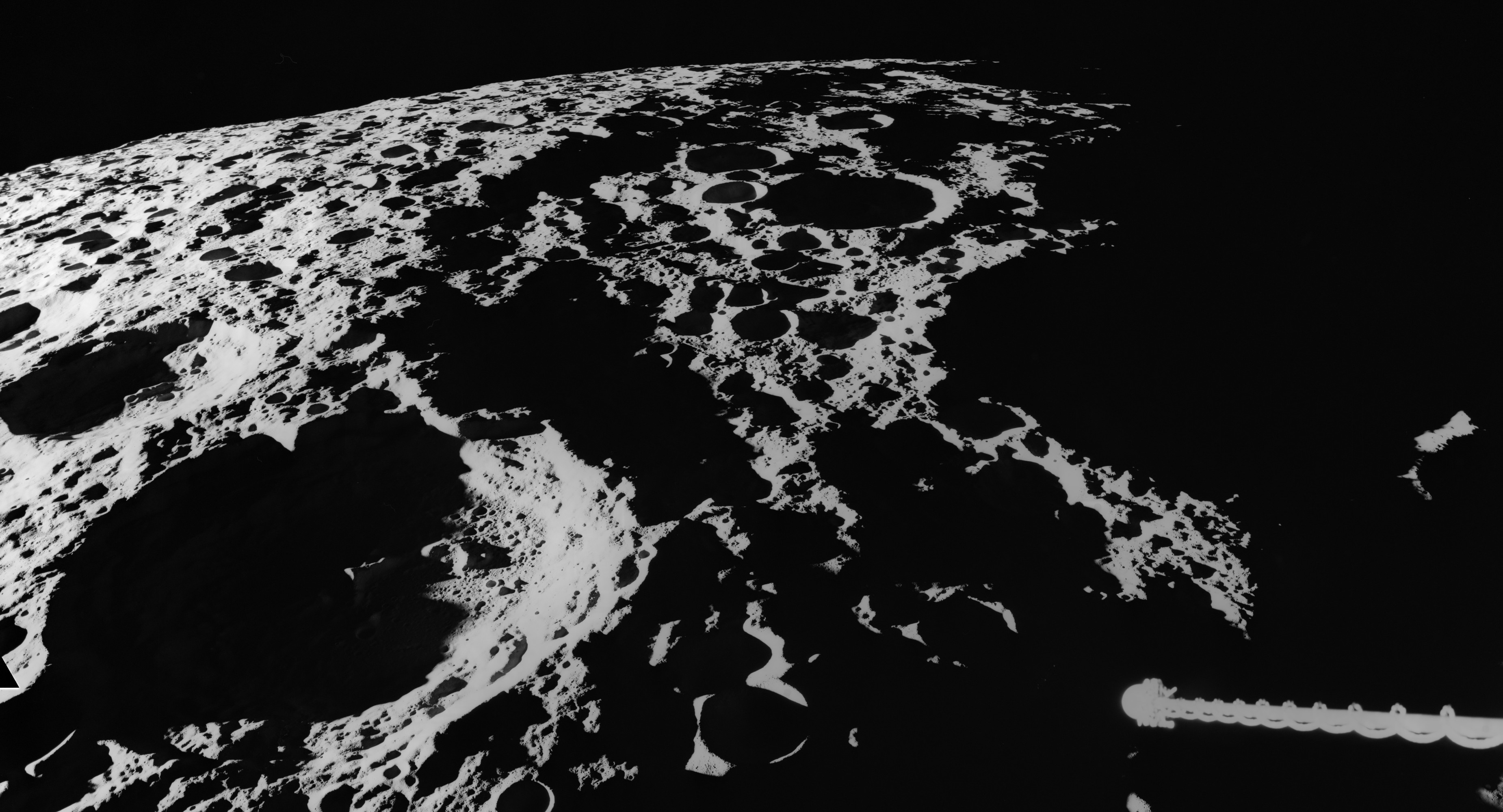
Vista del brocal de l'oest de la conca en l'ocàs lunar (Apol·lo 16). Spencer Jones apareix a baix a l'esquerra, amb l'espectròmetre de rajos gamma de l'aeronau a baix a la dreta.

### Altres referències
- (WGPSN), IAU Working Group for Planetary System Nomenclature. «Gazetteer of Planetary Nomenclature. 1:1 Million-Scale Maps of the Moon» (en anglès).  UAI / USGS, 13-02-2013. [Consulta: 6 abril 2016].
- Andersson, L. E.; Whitaker, E. A.,. NASA Catalogue of Lunar Nomenclature (en anglès).  NASA RP-1097, 1982.
- Blue, Jennifer. «Gazetteer of Planetary Nomenclature» (en anglès).  USGS, 25-07-2007. [Consulta: 2 gener 2012].
- Bussey, B.; Spudis, P.. The Clementine Atlas of the Moon (en anglès).  Nueva York: Cambridge University Press, 2004. ISBN 0-521-81528-2.
- Cocks, Elijah E.; Cocks, Josiah C.. Who's Who on the Moon: A Biographical Dictionary of Lunar Nomenclature (en anglès).  Tudor Publishers, 1995. ISBN 0-936389-27-3.
- McDowell, Jonathan. «Lunar Nomenclature» (en anglès).   Jonathan's Space Report, 15-07-2007. [Consulta: 2 gener 2012].
- Menzel, D. H.; Minnaert, M.; Levin, B.; Dollfus, A.; Bell, B. «Report on Lunar Nomenclature by The Working Group of Commission 17 of the IAU» (en anglès). Space Science Reviews, 12, 1971, pàg. 136.
- Moore, Patrick. On the Moon (en anglès).  Sterling Publishing Co, 2001. ISBN 0-304-35469-4.
- Price, Fred W. The Moon Observer's Handbook (en anglès).  Cambridge University Press, 1988. ISBN 0521335000.
- Rükl, Antonín. Atlas of the Moon (en anglès).  Kalmbach Books, 1990. ISBN 0-913135-17-8.
- Webb, Rev. T. W.. Celestial Objects for Common Telescopes, 6ª edición revisada (en anglès).  Dover, 1962. ISBN 0-486-20917-2.
- Whitaker, Ewen A. Mapping and Naming the Moon (en anglès).  Cambridge University Press, 2003. 978-0-521-54414-6.
- Wlasuk, Peter T. Observing the Moon (en anglès).  Springer, 2000. ISBN 1-85233-193-3.